# Церква Покрови Пресвятої Богородиці (Кретівці)
Церква Покрови Пресвятої Богородиці в Кретівцях — парафія і храм греко-католицької громади Збаразького деканату Тернопільсько-Зборівської архієпархії Української греко-католицької церкви в селі Кретівці Тернопільського району Тернопільської области.

## Історія церкви
Храм у селі, який зараз функціонує, є колишнім костелом, збудованим у 1909 році. З 1945 року він використовувався як церква УГКЦ, а її настоятель, о. Григорій Яструбецький, у 1946 році приєднався до РПЦ і продовжував служити. Того ж року влада закрила церкву, і віряни були змушені святити паску біля її дверей. У 1987 році приміщення перетворили на шкільний спортзал.
У 1989 році, коли розпочався рух за легалізацію УГКЦ, церква Покрови Пресвятої Богородиці в Кретівцях стала одним із перших відкритих храмів у Збаразькому районі. Після прохання жителів сіл Кретівці і Грицівці богослужіння було відновлено, а храм у 1990 році освятив єпископ-помічник кардинала Мирослава Любачівського, Михаїл Сабрига. Тоді ж був проведений капітальний ремонт: встановлено іконостас, а розписом займався Володимир Косовський зі Скалата.
12 грудня 2010 року парафію відвідав владика Василій Семенюк, який освятив каплицю. При парафії діють Вівтарна і Марійська дружини, спільноти «Матері в молитві» та «Вервиці», а також братство Матері Божої Неустанної Помочі.
У селі є статуя Матері Божої, відновлена у 1993 році на честь скасування панщини, фігура святого Томаса (1880) та святого Франциска (з XIX ст.). У 1999 році в сусідньому селі Грицівці встановили капличку, яку освятив владика Михаїл Сабрига.

## Парохи
- о. Йосиф Янішевський (1989),
- о. Михайло Бедрій (1990—2007),
- о. Андрій Парастюк (з 2007).